# Верненское городское женское училище
Верненское городское женское училище — женское учебное заведение, существовавшее в городе Верный.

## История
Здание было построено в конце XIX века архитектором Павлом Гурдэ. Оно располагалось в гимназическом городке рядом со зданиями мужской и женской гимназий, мужского реального училища. Это было первое женское училище в Семиреченской области.
В 1899 году училищу было присвоено имя А.С. Пушкина в честь празднования 100-летия со дня его рождения.
В советское время в здании расположился самый первый в Алма-Ате Дом пионеров.
С 1950-х годов в здании была размещена Детская музыкальная школа №1 имени Амре Кашаубаева. Здание практически не перестраивалось, так как оно изначально строилось для учебных целей. Здесь производилось обучение игре как на классических, так и на народных инструментах, основаны детские хоровые коллективы, а также Академия вокала Алибека Днишева.
В начале 2010-х годов здание было продано в собственность сети ресторанов быстрого питания KFC и реконструировано. Фактически облик здания был полностью разрушен.

## Статус памятника
25 марта 1985 года было принято Решение исполнительного комитета Алма-Атинского городского Совета народных депутатов № 6/123 «О включении в государственный список памятников истории и культуры города зданий «Казахконцерта» и музыкальной школы им. А. Кашаубаева». Решением предусматривалось оформить охранное обязательство и разработать проекты реставрации памятников.
25 ноября 1993 года стал частью Алматинского государственного историко-архитектурного и мемориального заповедника. На территории заповедника запрещено новое строительство. Реконструкция объектов возможна исключительно с разрешения Министерства культуры Казахстана.
10 ноября 2010 года был утверждён новый Государственный список памятников истории и культуры местного значения города Алматы, одновременно с которым все предыдущие решения по этому поводу были признаны утратившими силу. В этом Постановлении здание не было указано, так как фактически утратило свой архитектурный облик.